# La Chapelle-aux-Choux
La Chapelle-aux-Choux ist eine französische Gemeinde mit 282 Einwohnern (Stand: 1. Januar 2022) im Département Sarthe in der Region Pays de la Loire. Sie gehört zum Arrondissement La Flèche und zum Kanton Le Lude. Die Einwohner werden Chapellois genannt.

## Geographie
La Chapelle-aux-Choux liegt etwa 38 Kilometer südsüdöstlich von Le Mans am Fluss Loir. Umgeben wird La Chapelle-aux-Choux von den Nachbargemeinden Aubigné-Racan im Norden, Saint-Germain-d’Arcé im Osten, Villiers-au-Bouin im Süden und Südosten, Noyant-Villages im Süden und Südwesten sowie Le Lude im Westen.
Durch die Gemeinde führt die frühere Route nationale 159 (heutige D306).

## Bevölkerungsentwicklung
| Jahr                       | 1962 | 1968 | 1975 | 1982 | 1990 | 1999 | 2006 | 2018 |
| Einwohner                  | 387  | 321  | 275  | 297  | 294  | 322  | 277  | 263  |
| Quellen: Cassini und INSEE |      |      |      |      |      |      |      |      |

## Sehenswürdigkeiten
- Kirche Sainte-Geneviève, seit 2002 Monument historique

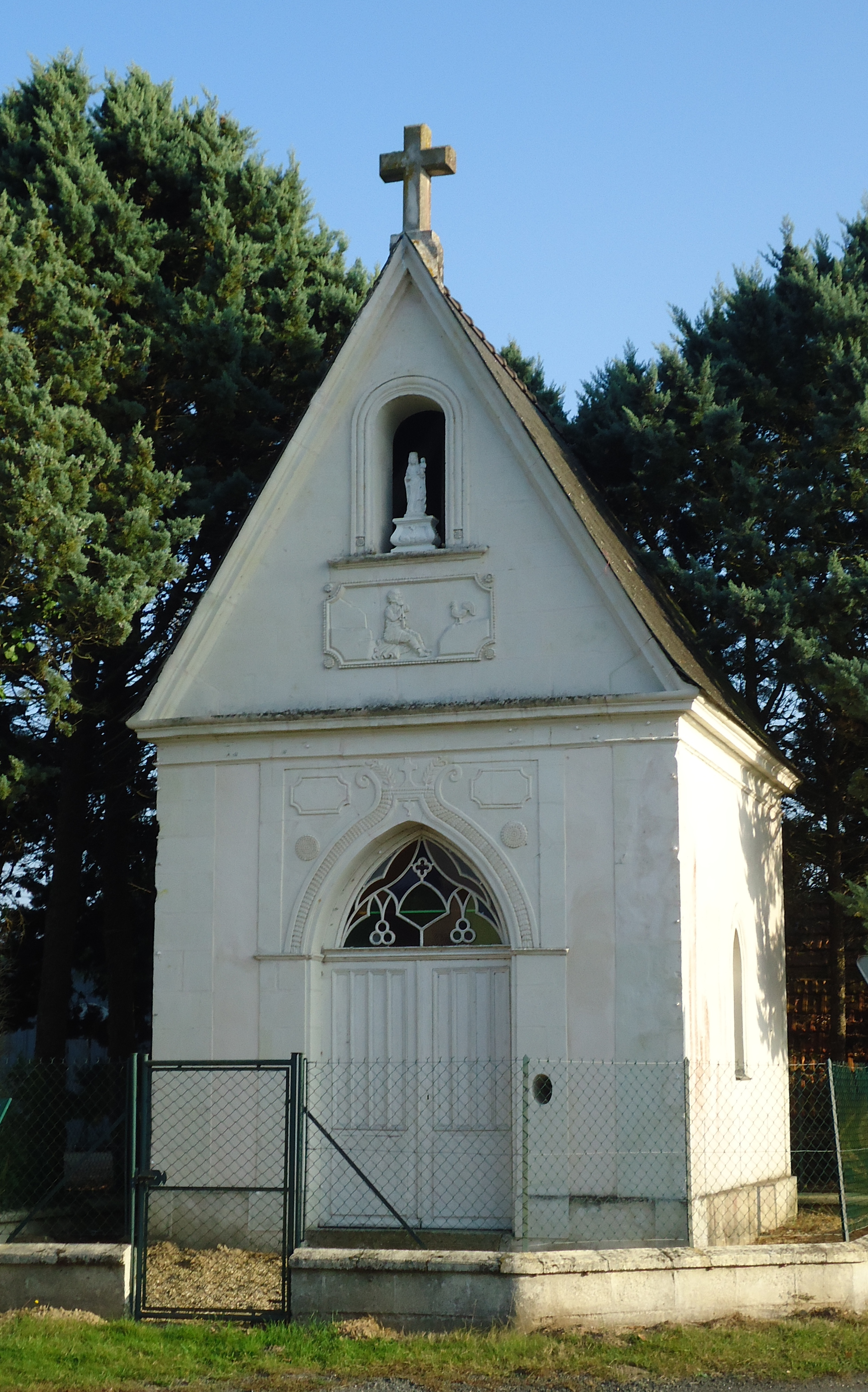
Kapelle Saint-Pierre
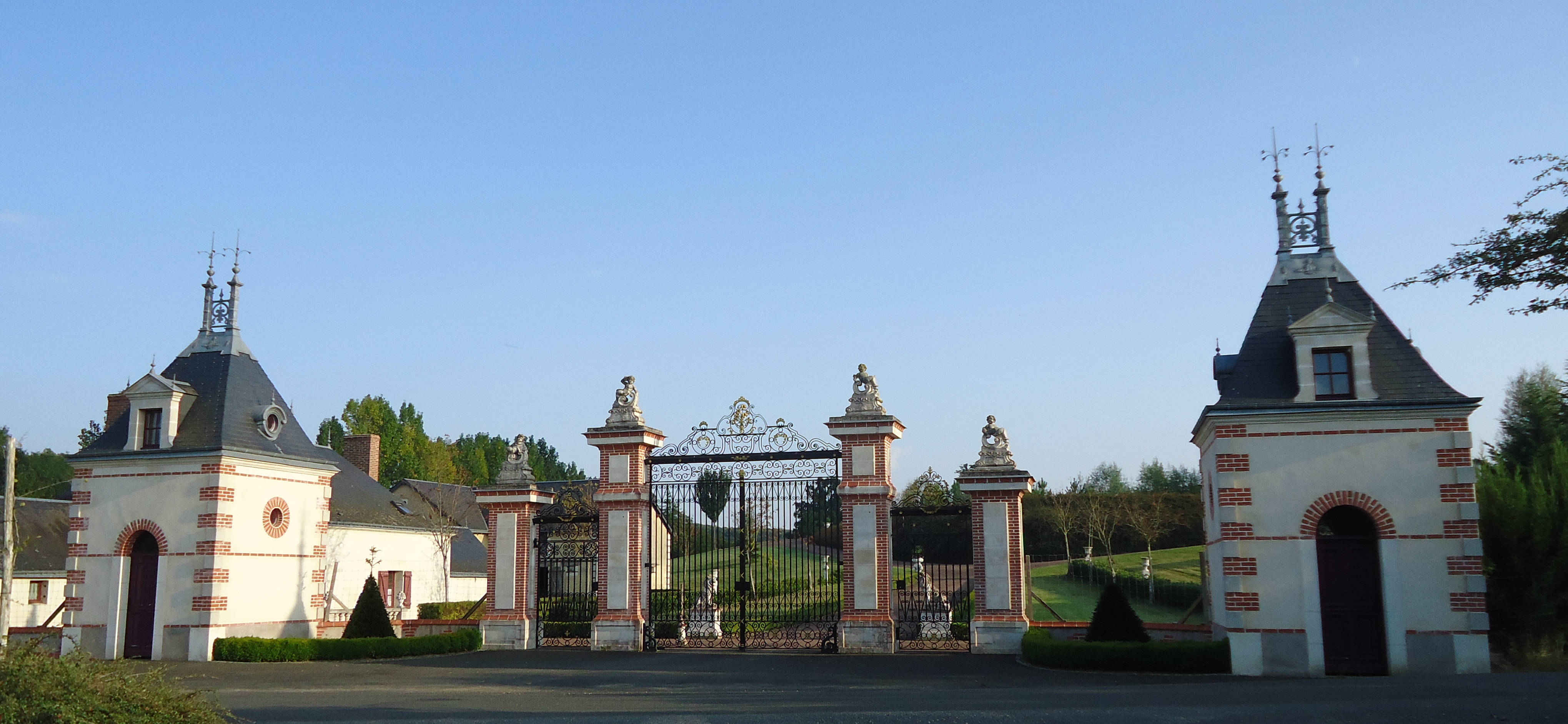
Schloss La Châtaigneraie aus dem 19. Jahrhundert
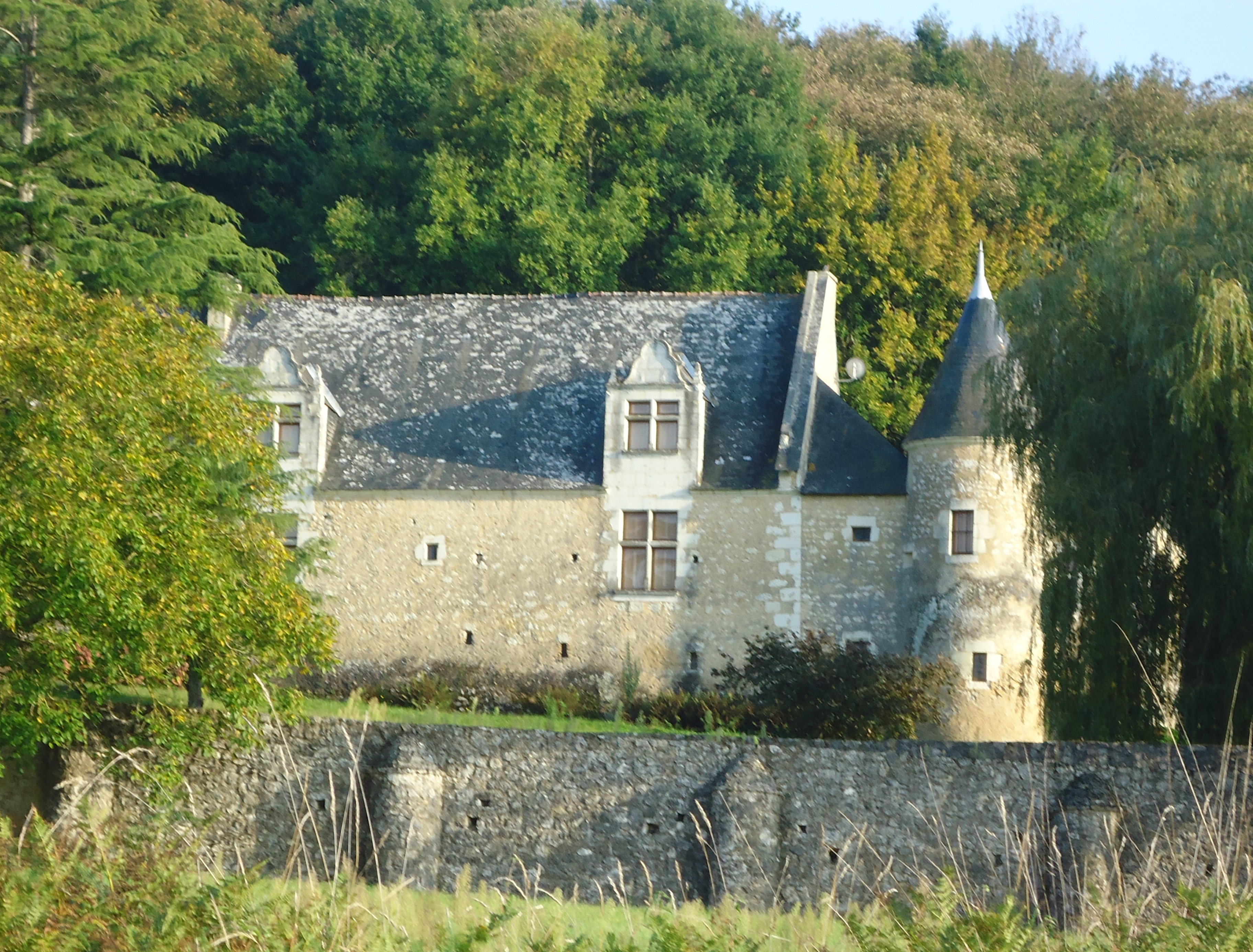
Herrenhaus von Le Perray

- Kapelle Saint-Pierre
- Schloss La Châtaugneraie
- Herrenhaus Le Perray